# Marataízes
Marataízes is een gemeente in de Braziliaanse deelstaat Espírito Santo. De gemeente telt 32.502 inwoners (schatting 2009).

## Aangrenzende gemeenten
De gemeente grenst aan Itapemirim en Presidente Kennedy.

## Verkeer en vervoer
De plaats ligt aan de wegen ES-060 en ES-490.

## Geboren
- Fábio Luiz Magalhães (1979), beachvolleyballer